# Grande Prêmio da Grã-Bretanha de 1994
Resultados do Grande Prêmio da Grã-Bretanha de Fórmula 1 realizado em Silverstone em 10 de julho de 1994. Oitava etapa da temporada, foi vencido pelo britânico Damon Hill, da Williams-Renault.

## Resumo
- Melhor posição de Jean Alesi na temporada de 1994, chegando em segundo lugar.
- Schumacher foi desclassificado por não ter feito o stop-and-go - havia ultrapassado Hill durante a volta de apresentação - e posteriormente, suspenso dos GPs da Itália e de Portugal. Sua equipe, a Benetton, foi multada em 500 mil dólares.
- Último ponto de Ukyo Katayama na categoria.

## Classificação da prova
| Pos. | Nº | Piloto                | Construtor        | Voltas | Tempo/Diferença | Grid | Pontos |
| ---- | -- | --------------------- | ----------------- | ------ | --------------- | ---- | ------ |
| 1    | 0  | Damon Hill            | Williams-Renault  | 60     | 1:30:03.640     | 1    | 10     |
| DSQ  | 5  | Michael Schumacher    | Benetton-Ford     | 60     | Desclassificado | 2    |        |
| 2    | 27 | Jean Alesi            | Ferrari           | 60     | + 1:08.128      | 4    | 6      |
| 3    | 7  | Mika Häkkinen         | McLaren-Peugeot   | 60     | + 1:40.659      | 5    | 4      |
| 4    | 14 | Rubens Barrichello    | Jordan-Hart       | 60     | + 1:41.751      | 6    | 3      |
| 5    | 2  | David Coulthard       | Williams-Renault  | 59     | + 1 volta       | 7    | 2      |
| 6    | 3  | Ukyo Katayama         | Tyrrell-Yamaha    | 59     | + 1 volta       | 8    | 1      |
| 7    | 30 | Heinz-Harald Frentzen | Sauber-Mercedes   | 59     | + 1 volta       | 13   |        |
| 8    | 6  | Jos Verstappen        | Benetton-Ford     | 59     | + 1 volta       | 10   |        |
| 9    | 9  | Christian Fittipaldi  | Footwork-Ford     | 58     | + 2 voltas      | 20   |        |
| 10   | 23 | Pierluigi Martini     | Minardi-Ford      | 58     | + 2 voltas      | 14   |        |
| 11   | 12 | Johnny Herbert        | Lotus-Mugen/Honda | 58     | + 2 voltas      | 21   |        |
| 12   | 26 | Olivier Panis         | Ligier-Renault    | 58     | + 2 voltas      | 15   |        |
| 13   | 25 | Eric Bernard          | Ligier-Renault    | 58     | + 2 voltas      | 23   |        |
| 14   | 19 | Olivier Beretta       | Larrousse-Ford    | 58     | + 2 voltas      | 24   |        |
| 15   | 31 | David Brabham         | Simtek-Ford       | 57     | + 3 voltas      | 25   |        |
| 16   | 32 | Jean-Marc Gounon      | Simtek-Ford       | 57     | + 3 voltas      | 26   |        |
| Ret  | 24 | Michele Alboreto      | Minardi-Ford      | 48     | Motor           | 17   |        |
| Ret  | 28 | Gerhard Berger        | Ferrari           | 32     | Motor           | 3    |        |
| Ret  | 4  | Mark Blundell         | Tyrrell-Yamaha    | 20     | Câmbio          | 11   |        |
| Ret  | 20 | Erik Comas            | Larrousse-Ford    | 12     | Motor           | 22   |        |
| Ret  | 29 | Andrea de Cesaris     | Sauber-Mercedes   | 11     | Motor           | 18   |        |
| Ret  | 10 | Gianni Morbidelli     | Footwork-Ford     | 5      | Motor           | 16   |        |
| Ret  | 11 | Alessandro Zanardi    | Lotus-Mugen/Honda | 4      | Motor           | 19   |        |
| Ret  | 8  | Martin Brundle        | McLaren-Peugeot   | 0      | Motor           | 9    |        |
| Ret  | 15 | Eddie Irvine          | Jordan-Hart       | 0      | Motor           | 12   |        |
| DNQ  | 34 | Bertrand Gachot       | Pacific-Ilmor     |        |                 |      |        |
| DNQ  | 33 | Paul Belmondo         | Pacific-Ilmor     |        |                 |      |        |

## Tabela do campeonato após a corrida
| Pos. | Piloto             | Pontos |
| ---- | ------------------ | ------ |
| 1    | Michael Schumacher | 66     |
| 2    | Damon Hill         | 39     |
| 3    | Jean Alesi         | 19     |
| 4    | Gerhard Berger     | 17     |
| 5    | Rubens Barrichello | 10     |

| Pos. | Construtor       | Pontos |
| ---- | ---------------- | ------ |
| 1    | Benetton-Ford    | 67     |
| 2    | Williams-Renault | 43     |
| 3    | Ferrari          | 42     |
| 4    | McLaren-Peugeot  | 14     |
| 5    | Jordan-Hart      | 14     |

- Nota: Observe que somente as cinco primeiras posições estão incluídas nas tabelas.